# Dolný Vadičov
Dolný Vadičov es un municipio del distrito de Kysucké Nové Mesto en la región de Žilina, Eslovaquia, con una población estimada a final del año 2024 de 598 habitantes.
Se encuentra ubicado al noroeste de la región, cerca del curso alto del río Váh (cuenca hidrográfica del Danubio) y de la frontera con la República Checa y Polonia.

## Demografía
| Año        | 1994 | 2004     | 2014     | 2024     |
| ---------- | ---- | -------- | -------- | -------- |
| Población  | 384  | 425      | 477      | 598      |
| Diferencia |      | +10,67 % | +12,23 % | +25,36 % |

| Año        | 2023 | 2024    |
| ---------- | ---- | ------- |
| Población  | 588  | 598     |
| Diferencia |      | +1,70 % |